# Arnold Peter Møller

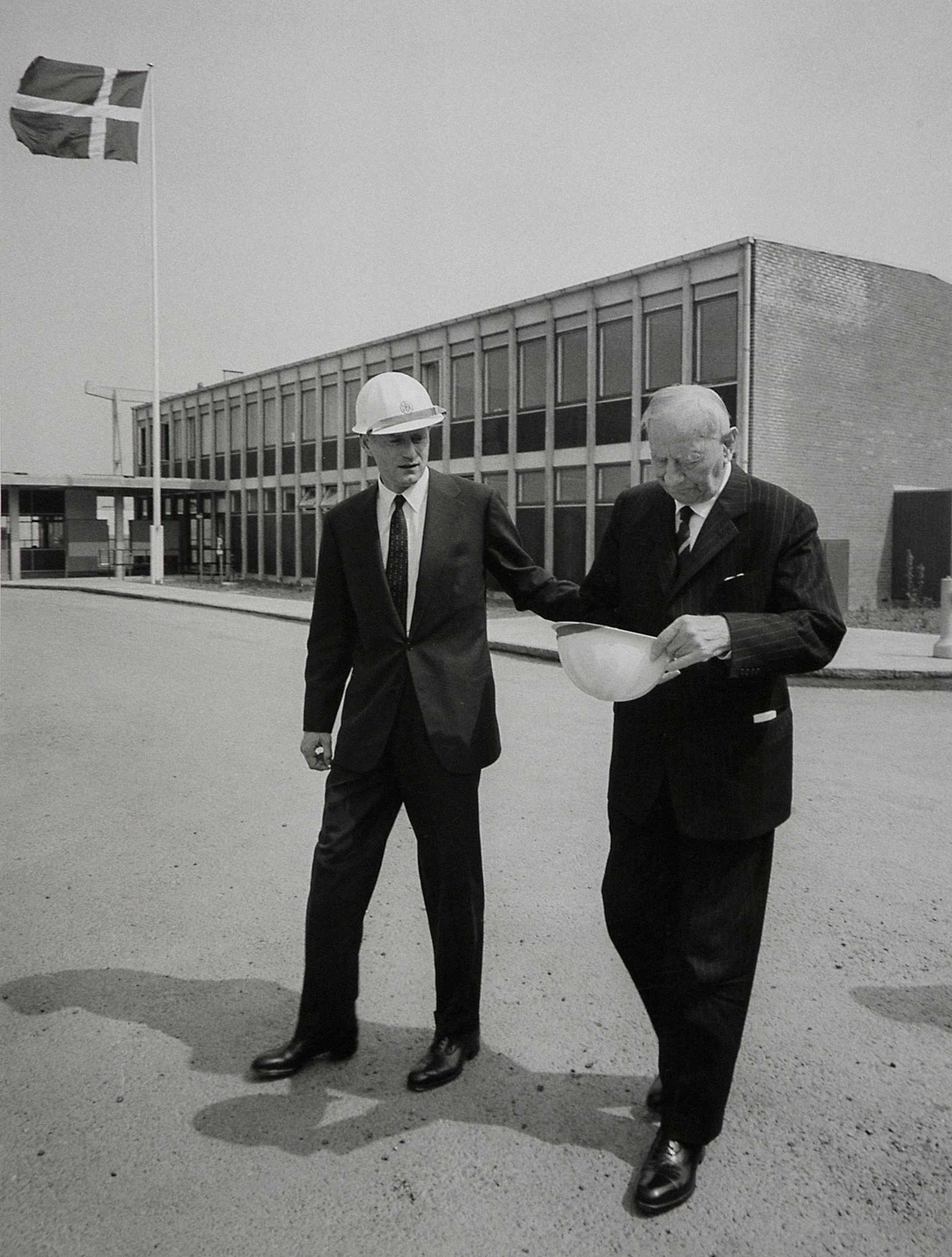
Arnold Peter Møller und sein Sohn, Arnold Mærsk Mc-Kinney Møller (1962)

Arnold Peter Møller (A. P. Møller) (* 2. Oktober 1876 in Dragør; † 12. Juni 1965 in Kopenhagen) war ein dänischer Reeder und Mehrheitseigentümer der „Aktieselskabet Dampskibsselskabet Svendborg“ und der „Dampskibsselskabet af 1912, Aktieselskab“.
1904 gründete A. P. Møller gemeinsam mit seinem Vater, Kapitän Peter Mærsk Møller, die Dampfschiffsfahrtsgesellschaft Svendborg als Aktiengesellschaft. Er wünschte sich eine weitere Gesellschaft, in der er das alleinige Sagen hatte, und gründete daher 1912 die D/S 1912.
Møller war mit der Amerikanerin Chastine Mc-Kinney verheiratet. 1913 wurde sein Sohn Arnold Mærsk Mc-Kinney Møller geboren, der die beiden Unternehmen zur größten Container-Reederei der Welt ausbaute. Zum Konzern A. P. Møller-Mærsk gehören heute unter anderem mehrere Werften und Supermarkt-Ketten sowie bis zum 30. Juni 2005 die Fluglinie Maersk Air. Arnold Peter Møller zu Ehren wurde die A. P. Møller-Skolen in Schleswig benannt.